# خالد عليش
خالد عليش (من مواليد 22 مايو 1986) ممثل ومذيع مصري  ولد بالقاهرة درس هندسة اتصالات بجامعة القاهرة وتخرج منها سنة 2010.
بدأ باستغلال موهبته في مجال التمثيل سنة 2004 ‍ثم قام بالتمثيل بساقية عبد المنعم الصاوي.
كان أول أعماله على شاشة التلفزيون سيت كوم لمبة شو عام 2008 بينما العمل الذي حقق له الشهرة هو سيت كوم ربع مشكل سنة 2010.

## أعماله الفنية

### أفلام
- سكر برة 2017

### مسلسلات
- صاحب السعادة (مسلسل)
- آدم و جميلة
- أخت تريز (مسلسل)
- ربع مشكل اكسترا سبايسي
- سوء تفاهم
- مسيو رمضان مبروك أبو العلمين حمودة (مسلسل)
- كان كده بقى كده
- عثمان الحادي عشر
- اللهم إني صائم [2][3]
- عوالم خفية (مسلسل) [4][5]
- أحسن أب.

## برامجه
- معاك في السكة (برنامج إذاعي)
- TEST (برنامج) برنامج في قيد الإنتاج
- 100 ريختر
- ميني داعش
- نهار جديد
- الموقف
- صباحك احلي مع بيبسي
- المهرجان
- جامد تنين
- مدينة البط
- اخطر رجل في العالم (ضيف شبه دائم)

## وصلات خارجية
- خالد عليش على موقع IMDb (الإنجليزية)
- خالد عليش على موقع الدهليز
- خالد عليش على موقع قاعدة بيانات الأفلام العربية